# جوديث غودارد
جوديث غودارد (بالإنجليزية: Judith Goddard)‏ هي فنانة بريطانية، ولدت في 1956 في المملكة المتحدة.